# 周麟之
周麟之（1118年—1164年），字茂振，其先蜀人，后徙泰州海陵（今江苏泰州），一说江宁（今江苏南京）人，南宋大臣。
绍兴十五年（1145年）进士，为常州武进县尉。绍兴十八年（1148年），中博学宏词科，授太学录兼秘书省校勘、敕令所删定官。担任起居舍人。历任兵部侍郎，直学士院，给事中，知制诰，翰林学士。绍兴二十九年（1159年），以刑部侍郎出使金国，担任误用谢使，言词详雅。完颜亮赐给他金宝器皿，享以牛头。周麟之秘密藏起来牛头归国献上，时有“牛头公”之嘲。官至权吏部尚书、同知枢密院事。后来完颜亮背盟，他再次奉命出使。临行前，上书表示绝不有辱使命。后来被弹劾，担任秘书少监，分司南京筠州居住。《宋史·艺文志》记载他著有《海陵集》二十三卷，《宋史翼》有传。